# Björkholms gård
Björkholms gård (Björkhult 2) var ett tidigare säteri belägen vid Stora Hornsjöns södra strand i Veddige socken, Varbergs kommun. Säteriet grundades av Catharina Regina Schlegel på 1660-talet.
Godset var tidigare ett fideikommiss och utgjordes 1882 av Björkholms säteri 1 mtl, Björkhult 3 5/8, Järlöv 1/2, Sjöaslätt 1/2, Struxsjö 1, Vabränna 1 3/4 tillsammans 8 5/24 mantal.

## Historia
Björkholms säteri utanför Veddige och släkten von Döbeln har en betydande plats i Veddiges historia.
Björkholm kom i von Döbelns ägo under drottning Kristinas tid. Då den svenska kronan efter det 30-åriga kriget saknade likvida medel att betala för utförda tjänster skänkte man gårdar i Halland till flera fordringsägare. År 1652 tog Daniel Schlegel över den dåvarande kronoegendomen Björkhult, vilken sedermera benämndes Björkholm. Björkhult är först omnämnt 1592, under namnet Birchholt. 
1716 träffade Johan Jakob Döbelius (adlad von Döbeln) personligen kung Karl XII och året därpå blev han adlad. Genom kontakter fick von Döbeln kännedom om att Björkholms säteri var till salu. År 1718 gjordes affären upp och han köpte därefter till ytterligare gårdar i trakten. .
Johan Jacob III, ärvde Björkholm, men dog ogift. Utan någon naturlig arvinge gick därför säteriet över till broderns son jägmästare Johan Jacob Casimir von Döbeln. .